# Храпко Галина Іванівна

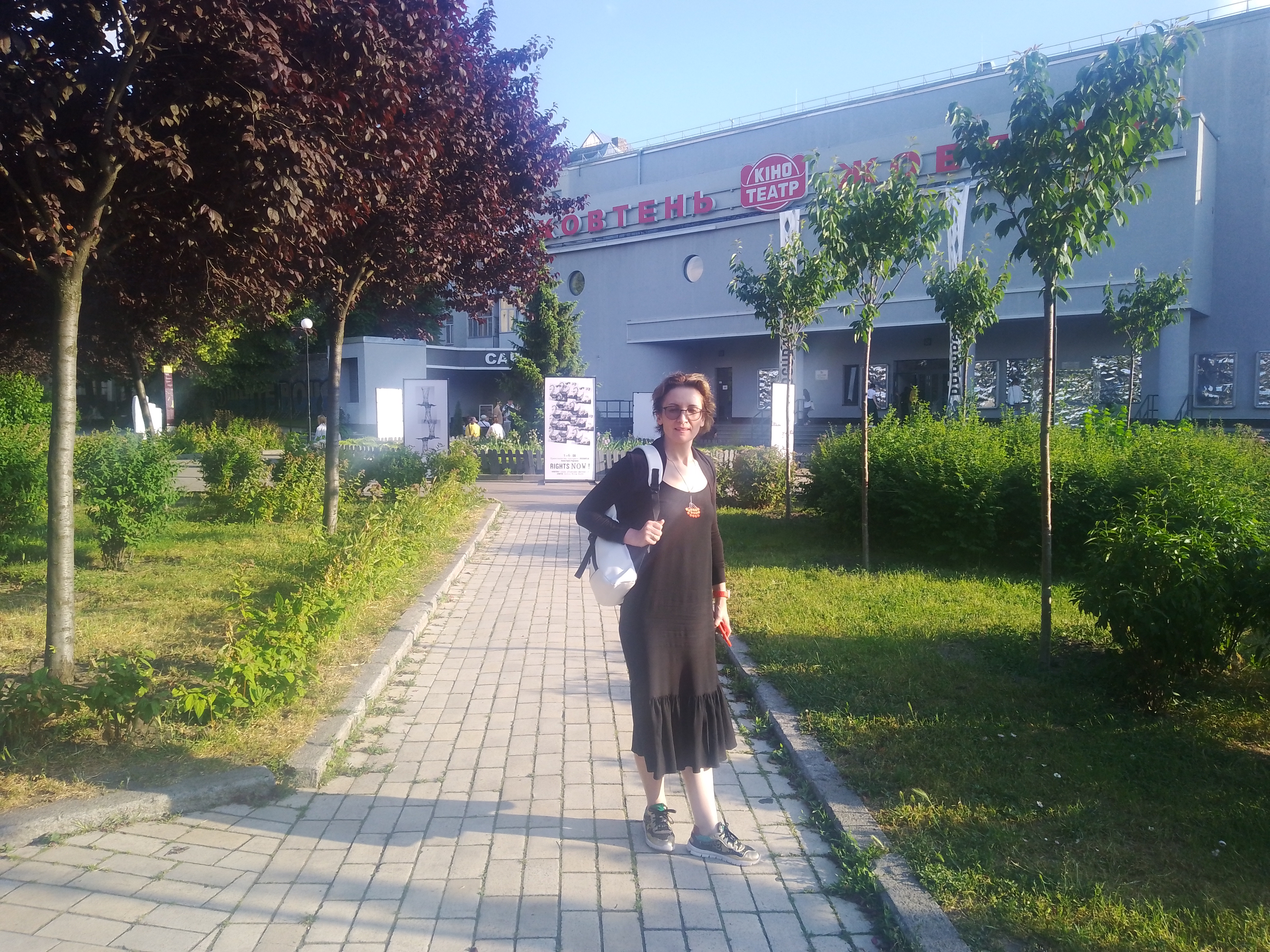
Біля кінотеатру "Жовтень"

Галина Іванівна Храпко (нар. 14 січня 1975, с. Русилів) — українська журналістка, кіно- і телепродюсерка, громадська діячка, експертка Українського культурного фонду, членкиня Громадської Ради при Держкіно, членкиня Української Телевізійної Академії (Гільдія продюсерів) та Української Кіноакадемії. 

## Життєпис
Середню освіту здобула у Соколівській середній школі. Під час навчання дописувала до районної та обласної газети. Авторка публікацій у районній газеті «Нова доба» (м. Бучач). Випускниця школи «Юний журналіст» при редакції Тернопільської обласної газети «Вільне життя» (1991). 
1992 - 1998 роки навчалася в Інститут журналістики Київського національного університету імені Тараса Шевченка. 
У 2010 році стала фахівчинею зі спеціальності «Маркетинг, бізнес-планування, інформаційні технології», закінчивши Інститут перепідготовки та підвищення кваліфікації Національного педагогічного університету ім. Н. П. Драгоманова. 
У 2016 пройшла продюсерський інтенсив у New York Film Academy.
Паралельно з навчанням у 1993—1994 роках була позаштатною кореспонденткою газети «Київські відомості».  

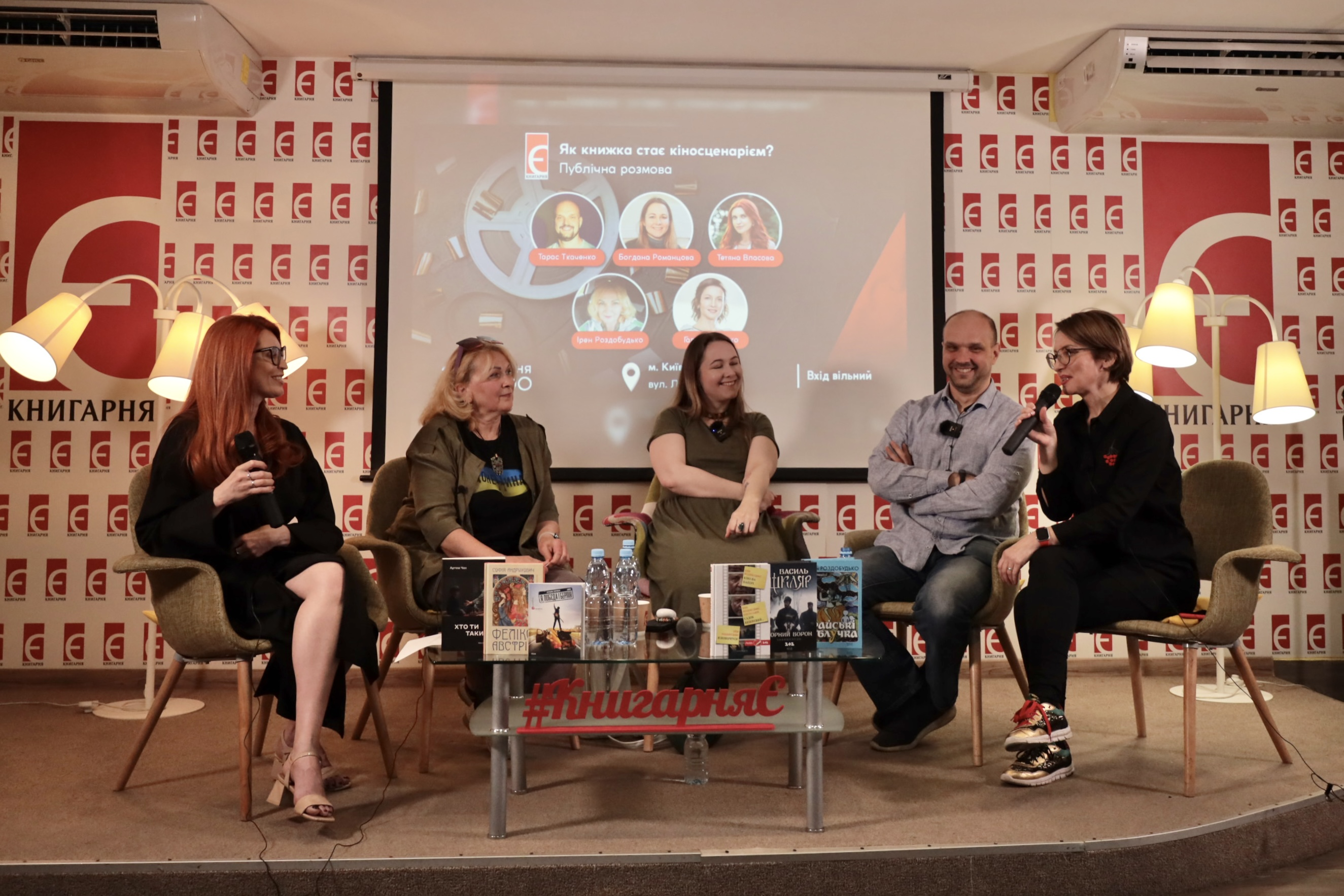
Публічна розмова разом з Тарасом Ткаченко, Ірен Роздобудько, Богданою Романцовою та Тетяною Власовою.

З 1994 по 2005-й працювала у творчому об'єднанні «Громада» на Першому національному телеканалі в редакціях економіки, військово-патріотичних та культурологічних програм, обіймаючи посади спецкореспондентки,  журналістки, старшої редакторки.  

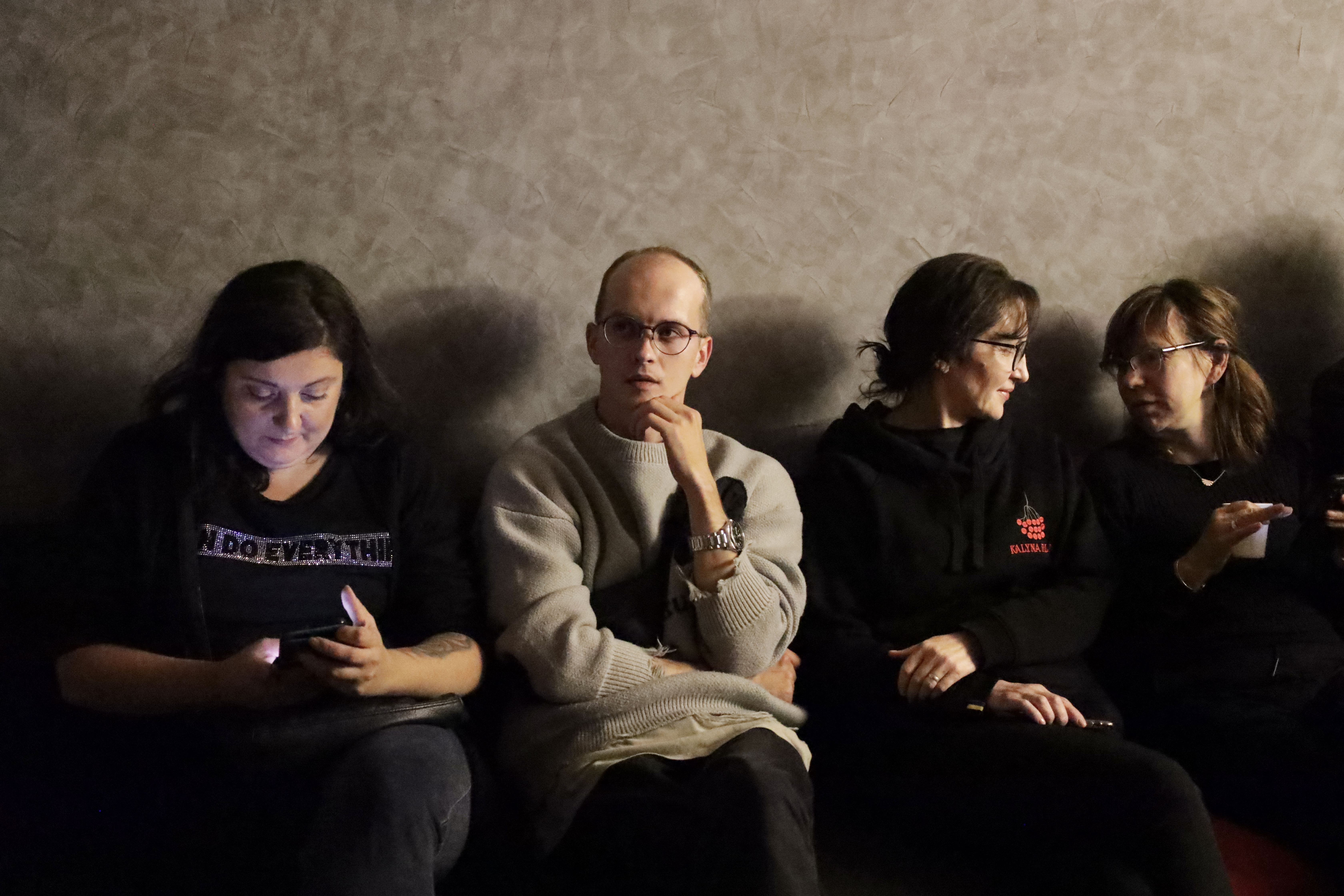
Закритий показ короткого метру "The Choice" (укр.версія "По-Людськи")

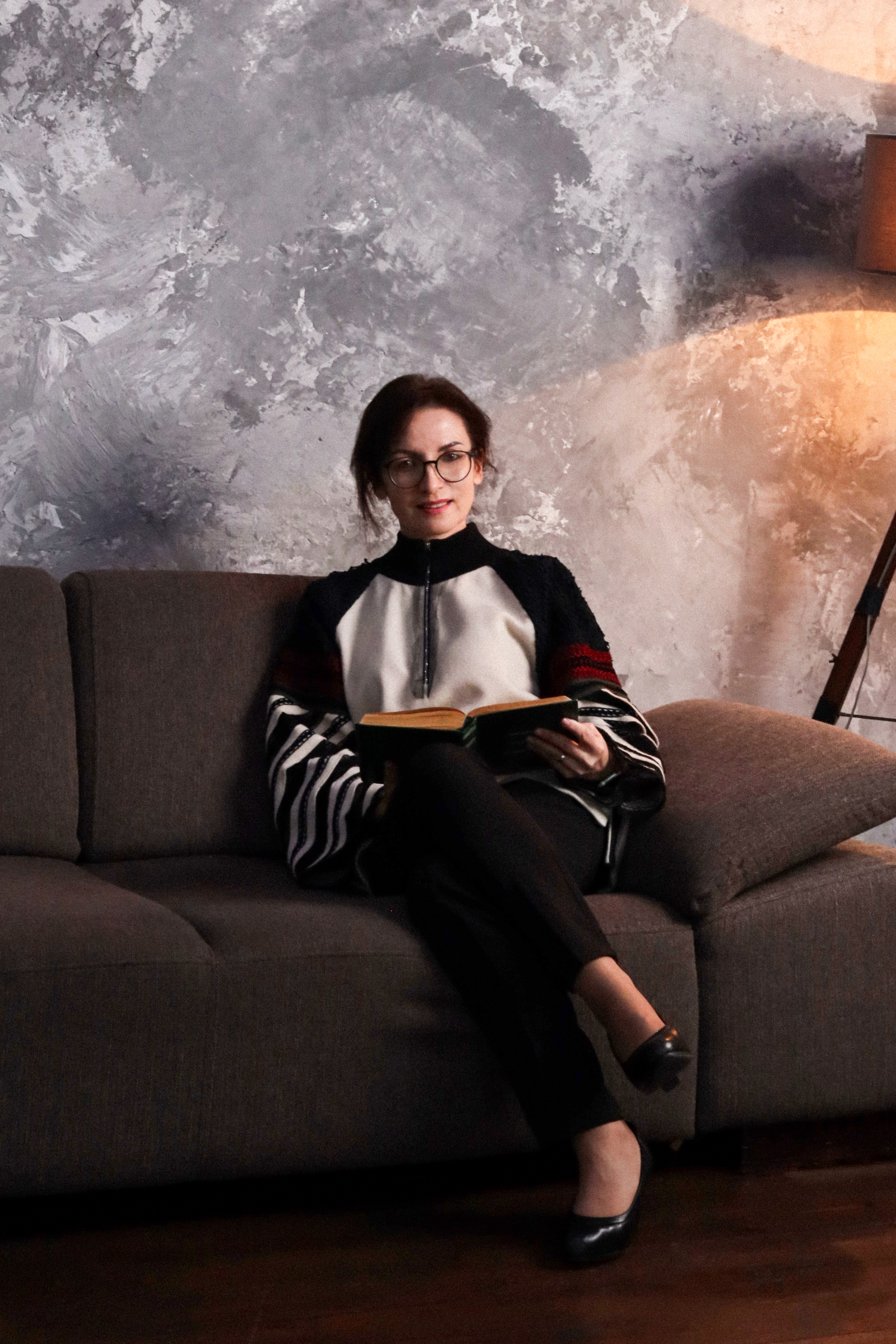
Галина Храпко

2004 - 2010 роки – керівниця програми «Ключовий момент» з ведучою Наталією Сумською (телеканал «Інтер») . Через рік після успішної прем'єри  стартувала нова рубрика  програми  -  «Постскриптум Ключового моменту».  Відтоді примирення та зустрічі реальних людей відбувалися як у студії, так і за її межами.  З 2005 по 2010 була ведучою рубрики "P.S. "Ключового моменту" та тематичних спецвипусків програми. Загалом в українській ефір вийшло 999 епізодів.  Упродовж усіх сезонів "Ключовий момент" мав високі рейтинги та народну любов, неодноразово здобуваючи нагороди Всеукраїнської премії «Телетріумф».
2010—2012 роки —Заступниця начальника управління - керівниця відділу з питань промоцій та організаційної роботи з вболівальниками Головного управління з питань підготовки та проведення в Україні фінальної частини Чемпіонату Європи з футболу ЄВРО-2012.   
2012—2022 — кінопродюсерка Продюсерського хабу.   
З 14 жовтня 2022 року і до тепер обіймає посаду генеральної директорки ТОВ «Калина фільм». 
Одружена, має трьох синів. 

## Продюсерська фільмографія
- 2015 — «Жереб долі» (4с./мелодрама)
- 2015 — «Особистий інтерес» (телевізійний фільм/детективна мелодрама)[10].
- 2015 — «Вирок ідеальної пари» (4с./кримінальна мелодрама)[11].
- 2017 — «Мама для Снігуроньки» (4с./мелодрама)[12].
- 2018 — «Тінь кохання»(4с./мелодрама)
- 2018 — «Родинні зв'язки» (4с./мелодрама)[13]
- 2018 — «Секс і нічого особистого» (повнометражний ігровий фільм, комедія, асоційована продюсерка)
- 2019 — «Родинні зв’язки-2» (8с./мелодрама)
- 2019 — «Подорожники» (16с./сімейна комедія)[14].
- 2019 — «У неділю рано…» (24с./мелодрама)[15].
- 2020 — «Виховання почуттів» (4с./мелодрама)[16].
- 2021 — «Таємне кохання. Повернення» (16с./мелодрама)
- 2021— «Два полюси любові» (4с./мелодрама)[17].
- ТОВ «КАЛИНА ФІЛЬМ»
- 2023 — «Залізні люди» (телевізійний документальний фільм)[18]
- 2023 — По-людськи/The Choice (військова драма, короткий метр; фільм здобув перемогу на кінофестивалі у Торонто в 2023 році - "краща режисерська робота"[19][20]; ввійшов у шорт-лист Бостонського кінофестивалю у 2023 році)
- 2024 — Потяг до життя/Life Train (повнометражний документальний фільм)
- 2024 — Обіцянка Богу (24с./драма)[21]
- 2024 — Стефа (повнометражний ігровий фільм, військова драма — у предпродакшні)

## Громадська і благодійна діяльність
Опікується творчою молоддю. Проводить майстер-класи, просвітницькі заходи в рамках соціального проєкту "Кіно на колесах" для учнів старших класів українських шкіл. Майстер-класи з кінодраматургії та кіновиробництва періодично проводить і для студентів Київського національного  університету театру,  кіно і телебачення імені І. К. Карпенка-Карого. У 2019-2020 р. у КНУТКіТ викладала дисципліни: "Творчі технології телевізійних фільмів та серіалів/сучасне кіновиробництво" (для магістрів). 

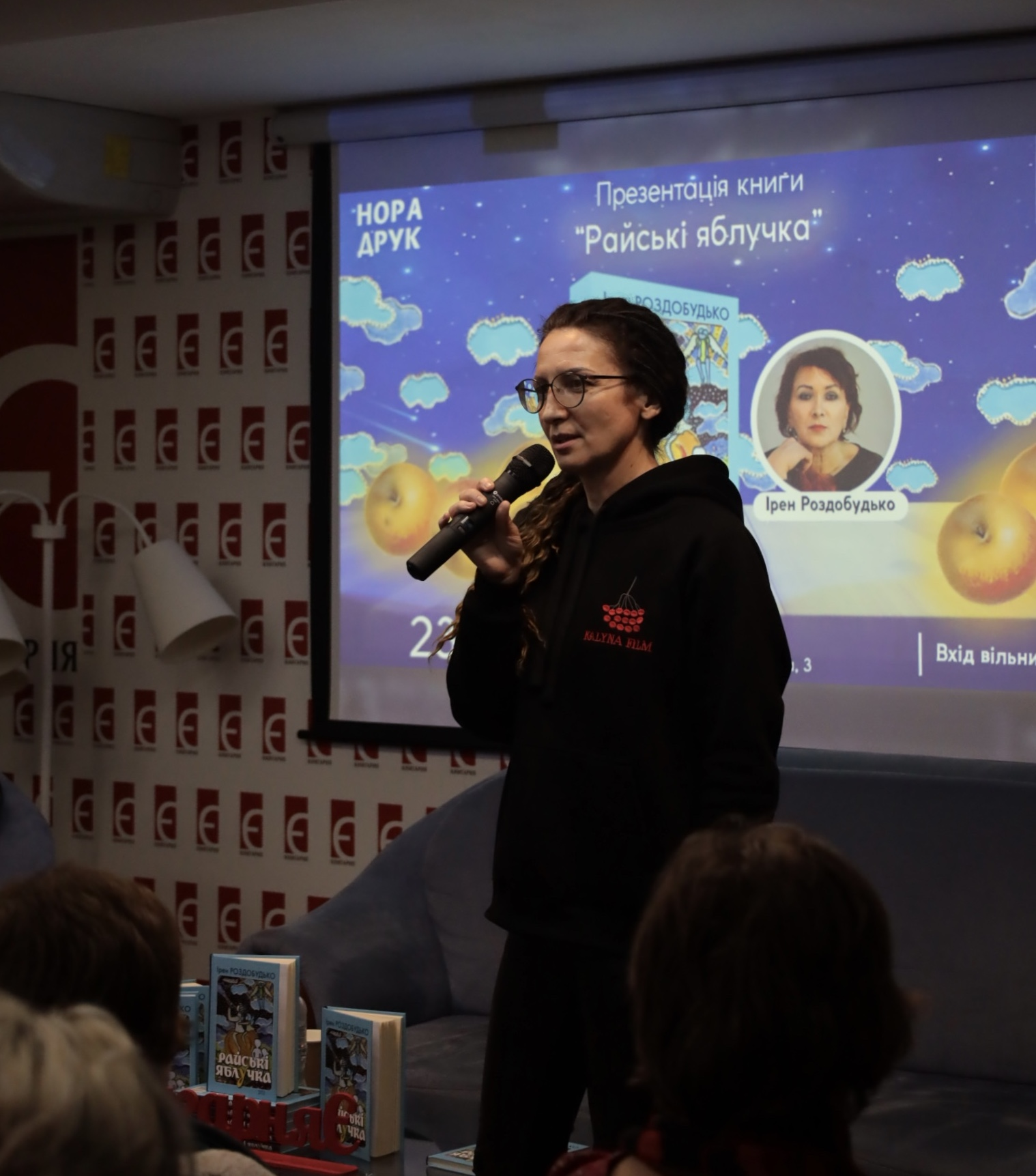
Закрита презентація короткого метру "The Choice" після презентації книжки Ірен Роздобудько "Райські яблучка"